# Prix Krieger-Nelson
Pour les articles homonymes, voir Krieger et Nelson.
Le prix Krieger-Nelson, nommé en l'honneur de Cecilia Krieger et Evelyn Nelson, est remis par la Société mathématique du Canada.
Il rend hommage aux mathématiciennes qui se sont distinguées par l'excellence de leur contribution à la recherche mathématique. Le prix a été décerné pour la première fois en 1995.

## Lauréates
- 1995 - Nancy Reid
- 1996 - Olga Kharlampovich
- 1997 - Cathleen Synge Morawetz
- 1998 - Catherine Sulem
- 1999 - Nicole Tomczak-Jaegermann
- 2000 - Kanta Gupta
- 2001 - Lisa Jeffrey
- 2002 - Priscilla Greenwood
- 2003 - Leah Keshet
- 2004 - non décerné
- 2005 - Barbara Keyfitz
- 2006 - Penny Haxell[1]
- 2007 - Pauline van den Driessche
- 2008 - Izabella Laba
- 2009 - Yael Karshon[2]
- 2010 - Lia Bronsard
- 2011 - Rachel Kuske[3]
- 2012 - Ailana Fraser
- 2013 - Chantal David[4]
- 2014 - Gail Wolkowicz[5]
- 2015 - Jane Ye
- 2016 - Malabika Pramanik
- 2017 - Stephanie van Willigenburg
- 2018 - Megumi Harada
- 2019 - Julia Gordon[6]
- 2020 - Sujatha Ramdorai
- 2021 - Anita Layton[7]
- 2022 - Matilde Lalín[8]
- 2023 - Johanna Nešlehová[9]

## Note
1. ↑  « Four honoured for outstanding research achievements », Canadian Mathematical Society, 3 mai 2005 (consulté le 13 septembre 2015).
2. ↑  Anatole Katok, « CMS Prizes Awarded », Notices of the AMS, vol. 55, no 6,‎ june–july 2008, p. 717 (lire en ligne).
3. ↑  (en) CMS 2011 Krieger-Nelson Prize
4. ↑  Communiqué SMC du 15 avril 2013
5. ↑  McMaster mathematician recognized for research excellence, Canadian Mathematical Society, March 20, 2014, retrieved 2017-06-19
6. ↑  « Dr. Julia Gordon to receive the 2019 Krieger-Nelson Prize », Société mathématique du Canada, 7 mars 2019 (consulté le 24 mai 2019)
7. ↑  (en) « Dr. Anita Layton to receive the 2021 Krieger-Nelson Prize », sur cms.math.ca, CMS-SMC, 19 janvier 2021 (consulté le 22 octobre 2021)
8. ↑  (en) « Dr. Matilde Lalín to receive the 2022 Krieger–Nelson Prize », Canadian Mathematical Society, 7 février 2022 (consulté le 25 février 2022)
9. ↑  « Johanna G. Nešlehová recevra le prix Krieger-Nelson 2023 », Société mathématique du Canada, 27 mars 2023 (consulté le 22 avril 2024)